# Jarząbczy Wierch
Jarząbczy Wierch lub po prostu Jarząbczy (słow. Hrubý vrch) – szczyt w potężnej grani Otargańców w słowackich Tatrach Zachodnich, sąsiadujący w tej grani z Raczkową Czubą (2194 m). Znajduje się tuż powyżej (ok. 100 m na południe) grani głównej, pomiędzy Kończystym Wierchem (2002 m), od którego oddzielony jest Jarząbczą Przełęczą (1954 m), a Łopatą (1958 m), oddzielony od niej Niską Przełęczą (1831 m). Po szczytach tych i przełęczach biegnie granica polsko-słowacka. Główny wierzchołek Jarząbczego Wierchu znajduje się na słowackiej stronie, granica państwowa biegnie bowiem granią główną, przez jego niższy punkt, na którym niesłusznie znajduje się polska tabliczka z wysokością 2137 m.
Jarząbczy Wierch wznosi się ponad dolinami: Jarząbczą (po polskiej stronie), Jamnicką i Raczkową (po słowackiej stronie). U podnóży jego urwistych wschodnich zboczy w Dolinie Raczkowej znajdują się trzy Raczkowe Stawy. Zbocza zachodnie są nieco łagodniejsze, wybitnie kamieniste i występują na nich charakterystyczne rowy na 4 poziomach. Z obydwu tych zboczy zimą osuwają się potężne lawiny. Dolna część północnych stoków to tzw. Niskie Turnie – pocięte żlebkami urwiste ściany stromo opadające do kotła lodowcowego Jarząbczej Równi.
Jest to wyniosły szczyt zbudowany z granodiorytów rohackich. Właściwy wierzchołek ma wysokość 2137 m. Prowadzi na niego zielony szlak turystyczny. Z rzadkich w Polsce roślin występuje na Jarząbczym Wierchu rutewnik jaskrowaty, przymiotno węgierskie i jarząb nieszpułkowy.
Nazwa pochodzi od góralskiego rodu Jarząbków. Na mapie Baltazara Hacqueta z 1796 r. oznaczony był jako Iarszembina. Pierwszym zdobywcą szczytu był najprawdopodobniej szwedzki przyrodnik Göran Wahlenberg, który w 1813 r. pomierzył jego wysokość. Pierwsze wejście zimowe – narciarze Zakopiańskiego Oddziału Narciarzy (Henryk Bednarski, Gustaw Kaleński) w 1910 r. Ze szczytu rozległe widoki, szczególnie dobrze widać stąd pobliskie Rohacze, Starorobociański Wierch, Bystrą z Zadnią Kopą i masyw Barańca.

## Szlaki turystyczne
Poniżej szczytu, w głównej grani na zachód od wierzchołka, łączą się na chwilę dwa szlaki i rozdzielają znów na północ od szczytu:
 – czerwony szlak graniczny, prowadzący główną granią z Wołowca przez południowy stok Łopaty na przedwierzchołek Jarząbczego Wierchu, a dalej przez Kończysty Wierch na Starorobociański Wierch i dalej do Pyszniańskiej Przełęczy. Szlak nie przechodzi przez główny wierzchołek Jarząbczego Wierchu.
- Czas przejścia z Wołowca na Jarząbczy Wierch: 2 h, ↓ 1:45 h
- Czas przejścia z Jarząbczego Wierchu na Kończysty Wierch: 30 min, z powrotem 40 min

  – zielony szlak, biegnący po słowackiej stronie z rozdroża w Dolinie Jamnickiej na niższy wierzchołek góry, a stąd dalej na południe – przez właściwy wierzchołek góry, Raczkową Czubę i całą grań Otargańców do rozdroża Niżnia Łąka.
- Czas przejścia od rozdroża na graniczny wierzchołek Jarząbczego Wierchu: 1:35 h, ↓ 1:15 h
- Czas przejścia z granicznego wierzchołka na Raczkową Czubę: 45 min, z powrotem 35 min
- Czas przejścia z granicznego wierzchołka do Niżniej Łąki: 3:40 h (↑ 4:20 h)

## Przypisy

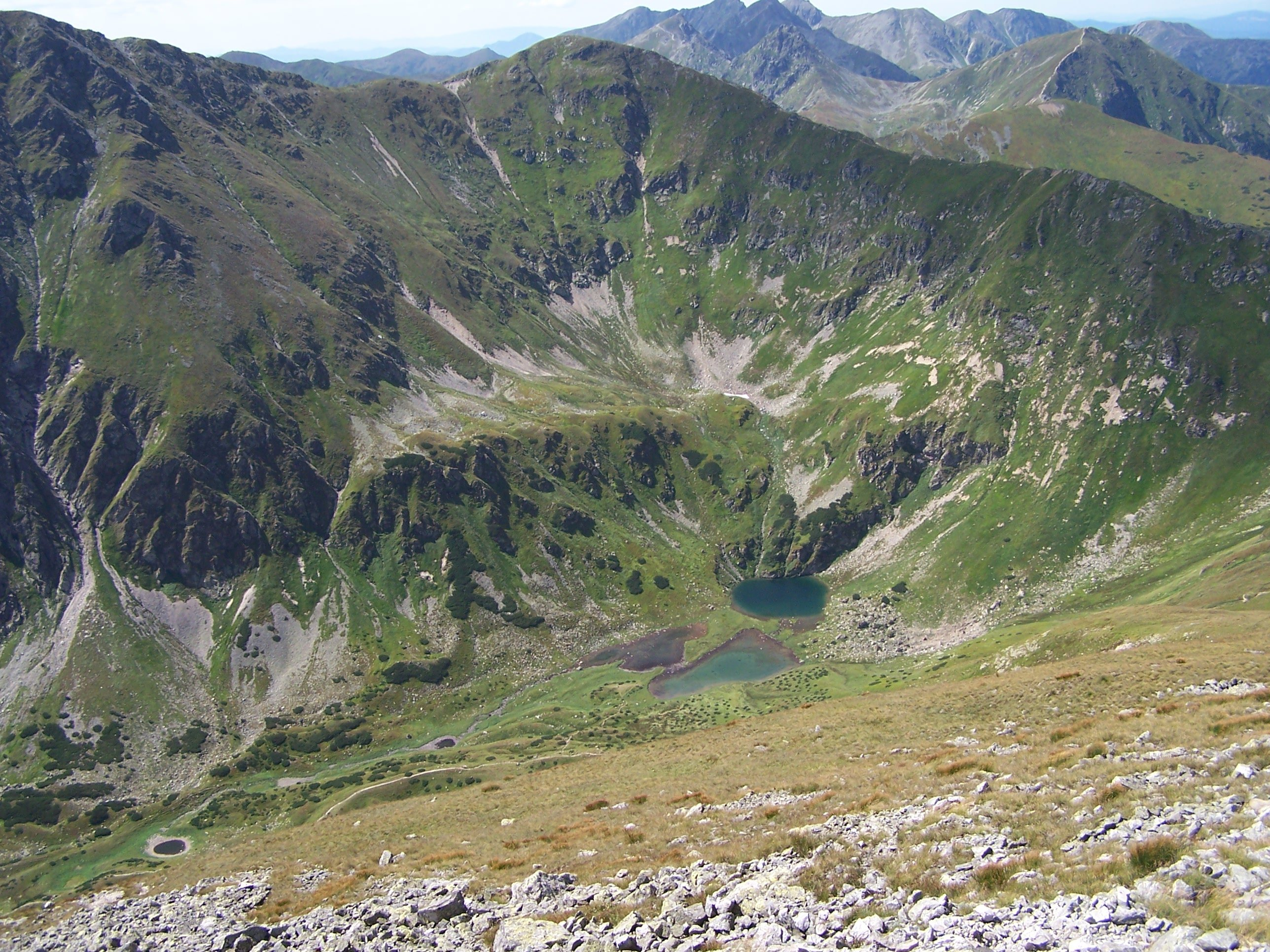
Jarząbczy Wierch i Raczkowe Stawy
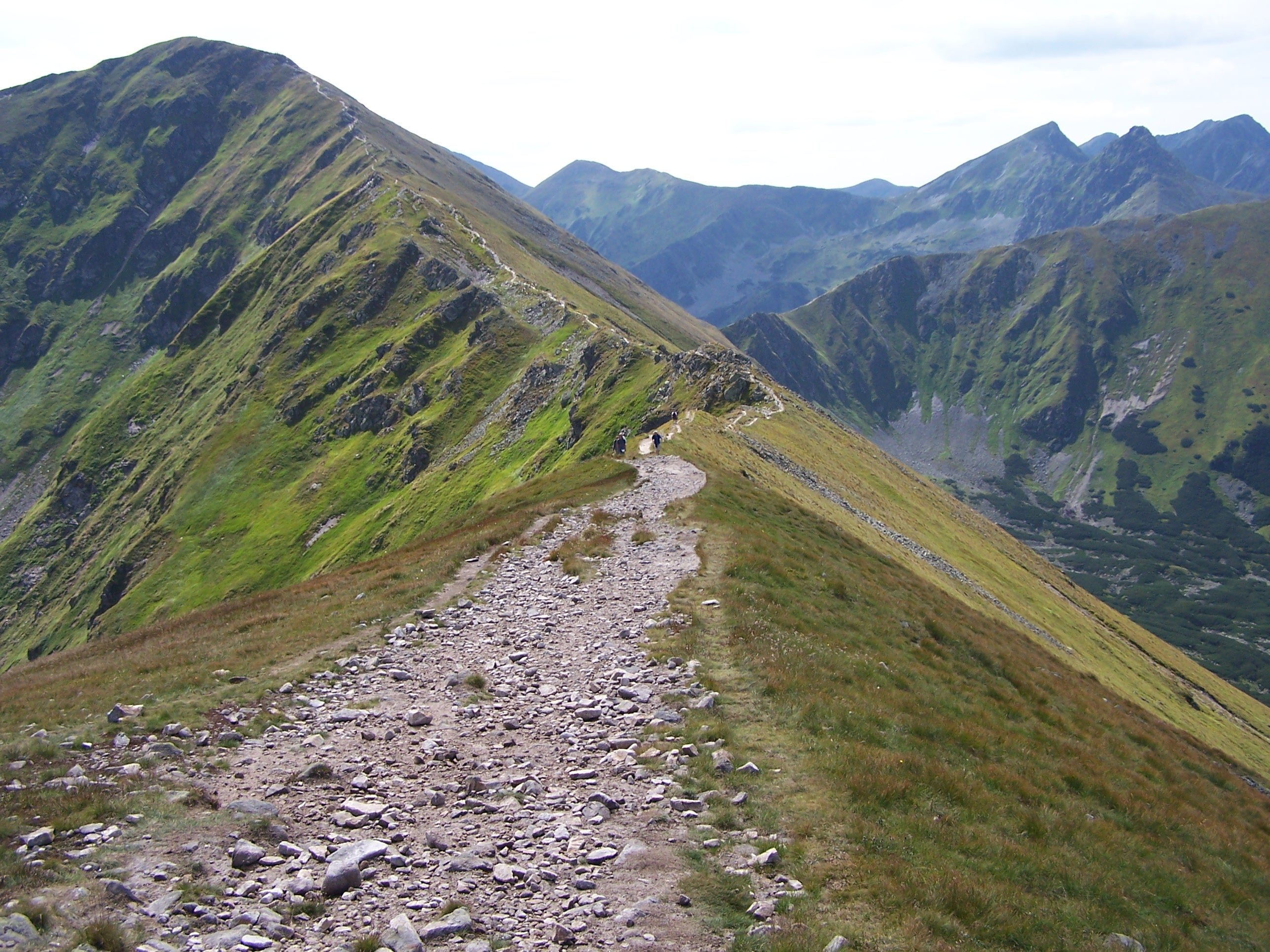
Północno-wschodnia grań Jarząbczego Wierchu. W głębi Rohacze
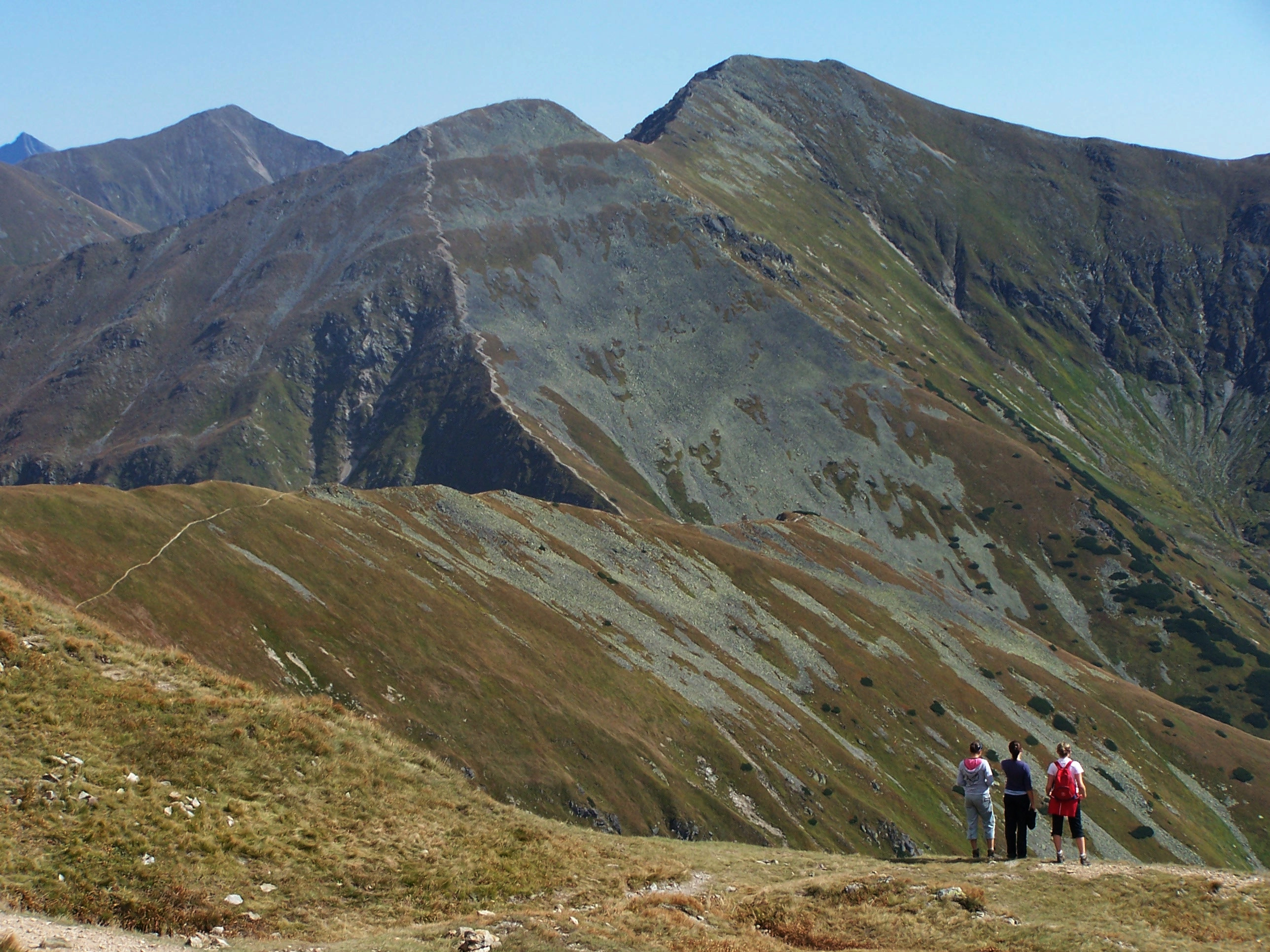
Jarząbczy Wierch i Raczkowa Czuba